# Tetralobus grandidieri
Tetralobus (Tetralobus) grandidieri – gatunek chrząszcza z rodziny sprężykowatych i podrodziny Tetralobinae.

## Występowanie
Gatunek jest endemitem Madagaskaru.